# بير خضر زنده
بير خضر زنده أو خضر زونجا (بالأذرية: Xıdır Zində piri)‏، بالإنجليزية: Pir Khidir Zinda أو Khidir Zunja، بالروسية: Пир Хыдыр Зинда، بالفارسية: مسجد خضر زنده، بالفرنسية: Pir Khidir Zinda): هو مكان مقدس للمسلمين، يقع عند سفح صخرة بشبارماغ في مقاطعة سيازن في أذربيجان.

## التاريخ
يطلق على بير خضر زنده أيضًا اسم بشبارماغ بيري، نسبة إلى الصخرة التي تحمل الاسم نفسه والذي يقع عند سفحه. كما تعد منطقة بشبارماغ الوجهة الأولى ومحطة ومكان استراحة للسائقين والركاب المتجهين من باكو إلى المناطق الشمالية من أذربيجان (مقاطعة سيازن، مدينة قوبا، مقاطعة قوسار، مقاطعة خاتشماز، نابران) وإلى روسيا على طول الطريق السريع باكو- روستوف. يصبح مزدحمًا بشكل خاص في فصل الصيف مع بداية العطلات. يوجد أيضًا العديد من المحلات التجارية والمقاهي والمطاعم بجوار مسجد بير خضر زنده. ومن المناسب غسل اليدين بالماء المتدفق من ينابيع الجبل.